# Echiniscus molluscorum
Echiniscus molluscorum är en djurart som tillhör fylumet trögkrypare, och som beskrevs av Fox och Garcia-Moll 1962. Echiniscus molluscorum ingår i släktet Echiniscus och familjen Echiniscidae. Inga underarter finns listade i Catalogue of Life.